# Bertiera racemosa
Bertiera racemosa là một loài thực vật có hoa trong họ Thiến thảo. Loài này được (G.Don) K.Schum. mô tả khoa học đầu tiên năm 1892.